# Detroit: Become Human
Detroit: Become Human je počítačová adventura z pohledu třetí osoby s arkádovými a interaktivními filmovými prvky. Hra byla vytvořená studiem Quantic Dream. Byla vydána 25. května 2018 společností Sony Interactive Entertainment jako exklusivní hra pro PlayStation 4 a později pro Microsoft Windows.

## Děj
Děj hry se odehrává v Detroitu v roce 2038. Ve městě se běžně vyskytují androidi, kteří se vzhledem i chováním podobají lidem. Někteří z nich se začnou bouřit proti otroctví, utíkají od svých majitelů a cítí lidské emoce. To způsobuje sociální problémy včetně vysoké nezaměstnanosti a nedostatku různého zboží v obchodech. Příběh ve hře je prezentován z pohledu tří androidů, Kary, Connora a Markuse. Každý z nich má svůj příběh, ty se postupem času protínají, i protože se blíží revoluce nebo konec androidů.
Kara je android v domácnosti. Stará se o celý dům a o malou Alici, dceru Todda. Ten ji jednou, když je zdrogovaný, napadne, Kara se vzbouří a s Alicí uteče.
Connor je policejní android. Společně s poručíkem Hankem začne pracovat na případu deviace androidů.
Markus pečuje o starého malíře Carla. když k nim jednou přijde Carluv syn žebrat o peníze, tak ho Markus při potyčce nechtěně zraní. Markus je považován za nebezpečného, a proto je střelen a vyhozen na androidí skládce. Následně začíná hledat legendární místo, kde je pro androidy bezpečno, Jericho.
Poté, co se všechny hlavní postavy dostanou do Jericha, je toto místo vypátráno policií a následně zlikvidované. Androidi jsou odváženi do likvidačních táborů, Markus se snaží se svou poslední skupinou přeživších přesvědčit celý svět o tom, že jsou stejní jako lidé, mají city a cítí bolest.

Logo Jericha

## Obsazení
| Postava               | Anglický dabing  |
| --------------------- | ---------------- |
| Kara                  | Valorie Curry    |
| Connor                | Bryan Dechart    |
| Markus                | Jesse Williams   |
| Hank                  | Clancy Brown     |
| Carl Manfred          | Lance Henriksen  |
| Todd Williams         | Dominic Gould    |
| Luther                | Evan Parke       |
| Ralph                 | Matt Vladimery   |
| kapitán Allen         | David Clark      |
| Simon                 | Ben Lambert      |
| North                 | Minka Kelly      |
| Josh                  | Parker Sawyers   |
| prezidentka Warrenová | Christina Batman |
| Rose Chapman          | Dana Gourrier    |

## Prodeje
Hra se po dvou dnech od vydání dostala na páté místo britského žebříčku prodejnosti. V prvním týdnu se dostala na první místo v žebříčcích prodejnosti jak celkové, tak konzolové. V Japonsku a Velké Británii se stala dva týdny po vydání druhou nejprodávanější hrou.
7. 10. 2024 dosáhla hra 10 milionů prodaných kopií.